# Isopropilanfetamina
A isopropilanfetamina é um psicoestimulante da classe das anfetaminas substituídas. É um isômero da propilanfetamina e foi descoberta por uma equipe da Astra Laekemedel AB. O grupo isopropila reduz a atividade estimulante do composto, mas aumenta sua duração de ação.